# Evolvente

De evolvente van een cirkel
omgekeerd door afwikkelen

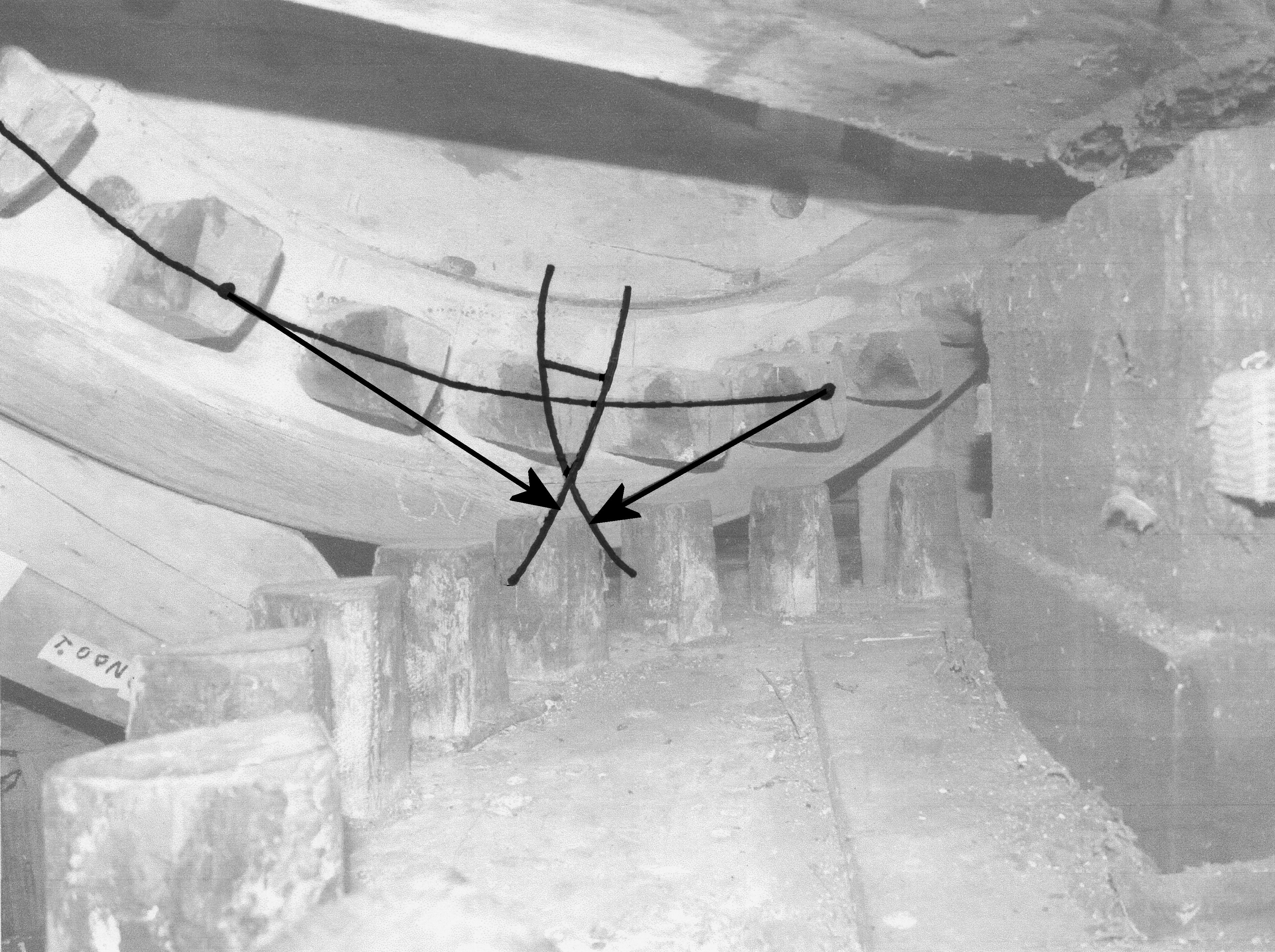
Afschrijving voor maken van kammen met evolvente vertanding

Een evolvente, afwikkelkromme, evolvent, involute of involuut van een vlakke gladde boog {\displaystyle C:f(s),s\in (0,L)} is de meetkundige plaats van de punten {\displaystyle Q} genomen op de raaklijn aan {\displaystyle C} in elk punt {\displaystyle P(s)} waarvoor geldt dat de afstand van {\displaystyle P(s)} tot {\displaystyle Q} gelijk is aan de booglengte langs {\displaystyle C} van {\displaystyle P(s)} tot aan het eindpunt {\displaystyle P(L)}. Wiskundig:  
{\displaystyle Q(s)=P(s)+(L-s){\frac {\vec {\mathrm {d} P}}{\mathrm {d} s}},s\in (0,L)}
In de praktijk kan een evolvente getekend worden met een stift die is bevestigd aan het ene uiteinde van een touw dat strak gespannen wordt gehouden vanaf het beginpunt van de kromme. Dit touw ligt voor een deel langs de kromme en waar het de kromme verlaat, volgt het overige deel per definitie de raaklijn aan de kromme in dat punt. De figuur die zo, met het touw strak gespannen, ontstaat, is een evolvente van de kromme. Voor een cirkel is dit een spiraal, zie hiernaast. Dit verklaart meteen de naamgeving 'evolvente' of 'afwikkelkromme'.
Praktische toepassingen bestaan bij de vormgeving van tandwieltanden, kammen van bijvoorbeeld een bovenwiel van windmolens en bij de startlijnen op een atletiekbaan.

## Omgekeerde bewerking
Als de evolvente gegeven is, kan de oorspronkelijke boog {\displaystyle C} eenduidig gereconstrueerd worden. {\displaystyle C} is de evolute van {\displaystyle D} als {\displaystyle D} een evolvente is van {\displaystyle C}, met willekeurig gekozen eindpunt.